# ビニルジチイン
ビニルジチイン(Vinyldithiins)は有機硫黄化合物であり、アリシンの分解によって生成するフィトケミカルである。正確には2-ビニル-4H-1,2-ジチインと3-ビニル-4H-1,3-ジチインの混合物であり、チオアクロレイン(H2C=CHCH=S)がディールス・アルダー反応で二量化することで生成する。ニンニクのサプリメントなどにも含まれることがあるが、油中で保温しながら抽出したものでなければ含有しない。

## 生成
ニンニクを破砕すると、酵素アリナーゼの働きでアリインからアリシンが生成する。アリシンはさらに分解し他の有機硫黄化合物となるが、油などの有機溶媒中ではビニルジチインとアホエンが生成する。
下図のように、アリシン(1)が分解して2‐プロペンスルフェン酸(2)とチオアクロレイン(3)になる。2は脱水縮合によりアリシンに戻るが、3はディールス・アルダー二量化し、2-ビニル-4H-1,2-ジチイン(4)と3-ビニル-4H-1,3-ジチイン(5)を与える。ニンニク1片は2-4gであるが、ニンニク1gからは2,500-4,500μgのアリシンが生成する。

## 生理作用
心血管疾患の予防、抗酸化物質としての作用が調べられている。1980年代前期に、地中海沿岸住民の心血管疾患リスクが低いことが見出された。この地域では広くニンニクが利用されていたため、ニンニクに含まれる物質の心血管への作用が注目された。血漿コレステロールレベルの制御にニンニクを用いた研究では有意な影響は確認されなかったが、その後血小板凝集を抑制する効果があることが分かった。血小板凝集が抑制されることで、心筋梗塞や虚血性発作が減少するかもしれない。
抗酸化物質としては、2-ビニル-4H-1,2-ジチインがヒトLDLでの過酸化脂質の生成を妨げることが分かっている。
ビニルジチインなどの有機硫黄化合物を含む食物を食べることは、胃・結腸癌のリスクを低下させる可能性がある。2-ビニル-4H-1,2-ジチインとN－ビニルピロリドンの共重合体は抗血栓薬・抗生物質の性質を示す生体材料として特許が取られている。